# East Machias
East Machias ist eine Town im Washington County des Bundesstaates Maine in den Vereinigten Staaten. Im Jahr 2020 lebten dort 1326 Einwohner in 790 Haushalten auf einer Fläche von 103,65 km².

## Geographie
Nach dem United States Census Bureau hat East Machias eine Gesamtfläche von 103,65 km², von der 90,16 km² Land sind und 13,49 km² aus Gewässern bestehen.

### Geographische Lage
East Machias liegt im Süden des Washington Countys im Mündungsbereich des East Machias Rivers in den Atlantischen Ozean. Im Nordwesten befindet sich der Hadley Lake und im Osten der Gardner Lake. Die Oberfläche ist leicht hügelig, ohne nennenswerte Erhebungen.

### Nachbargemeinden
Alle Entfernungen sind als Luftlinien zwischen den offiziellen Koordinaten der Orte aus der Volkszählung 2010 angegeben.
- Norden und Nordosten: East Central Washington, Unorganized Territory, 11,4 km
- Osten: Whiting, 12,5 km
- Süden: Machiasport, 16,4 km
- Südwesten: Machias, 9,0 km
- Westen: Marshfield, 5,6 km
- Nordwesten: Northfield, 17,1 km

### Stadtgliederung
In East Machias gibt es mehrere Siedlungsgebiete: Chase Mills, East Falls of Machias, East Machias, Ellis, Gardners, Jacksonville, Machias East Falls, Machiasport Station, McGeorges und Technology.

### Klima
Die mittlere Durchschnittstemperatur in East Machias liegt zwischen −7,8 °C (18 °F) im Januar und 20,0 °C (68 °F) im Juli. Damit ist der Ort gegenüber dem langjährigen Mittel der USA um etwa 9 Grad kühler. Die Schneefälle zwischen Oktober und Mai liegen mit bis zu zweieinhalb Metern mehr als doppelt so hoch wie die mittlere Schneehöhe in den USA; die tägliche Sonnenscheindauer liegt am unteren Rand des Wertespektrums der USA.

## Geschichte
East Machias spaltete sich am 24. Januar 1826 von Machias ab und wurde als eigenständige Town organisiert. Samuel Scott war der erste Siedler in diesem Gebiet, 1768 folgten ihm Colonel Benjamin Foster, W. Foster, J. Seavy, D. Fogg, J. Mansur und andere. Zu einem späteren Zeitpunkt oder früher errichteten Colonel Foster und seine Nachbarn, unterstützt von Captain Ichabod Jones aus Boston, ein doppeltes Sägewerk am Westufer des Ostarms des Machias Rivers, oberhalb der Flutmarke, wo auch der Grundstein für das östliche Dorf gelegt wurde. Im Jahr 1781 wurde eine Kirche gegründet. Das erste in der Stadt erbaute Versammlungshaus wurde später als Geschäft genutzt.
Die Washington Academy wurde 1823 gegründet, ihr erster Direktor war Solomon Adams.
Der Name von East Machias wurde 1840 in Mechisses geändert und am 6. April 1841 zurückgeändert.

### Einwohnerentwicklung
| Volkszählungsergebnisse – Town of East Machias, Maine | Volkszählungsergebnisse – Town of East Machias, Maine | Volkszählungsergebnisse – Town of East Machias, Maine | Volkszählungsergebnisse – Town of East Machias, Maine | Volkszählungsergebnisse – Town of East Machias, Maine | Volkszählungsergebnisse – Town of East Machias, Maine | Volkszählungsergebnisse – Town of East Machias, Maine | Volkszählungsergebnisse – Town of East Machias, Maine | Volkszählungsergebnisse – Town of East Machias, Maine | Volkszählungsergebnisse – Town of East Machias, Maine | Volkszählungsergebnisse – Town of East Machias, Maine |
| Jahr                                                  | 1800                                                  | 1810                                                  | 1820                                                  | 1830                                                  | 1840                                                  | 1850                                                  | 1860                                                  | 1870                                                  | 1880                                                  | 1890                                                  |
| ----------------------------------------------------- | ----------------------------------------------------- | ----------------------------------------------------- | ----------------------------------------------------- | ----------------------------------------------------- | ----------------------------------------------------- | ----------------------------------------------------- | ----------------------------------------------------- | ----------------------------------------------------- | ----------------------------------------------------- | ----------------------------------------------------- |
| Einwohner                                             |                                                       |                                                       |                                                       | 1605                                                  | 1395                                                  | 1905                                                  | 2181                                                  | 2017                                                  | 1875                                                  | 1637                                                  |
| Jahr                                                  | 1900                                                  | 1910                                                  | 1920                                                  | 1930                                                  | 1940                                                  | 1950                                                  | 1960                                                  | 1970                                                  | 1980                                                  | 1990                                                  |
| Einwohner                                             | 1521                                                  | 1392                                                  | 1353                                                  | 1257                                                  | 1183                                                  | 1101                                                  | 1198                                                  | 1057                                                  | 1233                                                  | 1218                                                  |
| Jahr                                                  | 2000                                                  | 2010                                                  | 2020                                                  | 2030                                                  | 2040                                                  | 2050                                                  | 2060                                                  | 2070                                                  | 2080                                                  | 2090                                                  |
| Einwohner                                             | 1298                                                  | 1368                                                  | 1326                                                  |                                                       |                                                       |                                                       |                                                       |                                                       |                                                       |                                                       |

## Kultur und Sehenswürdigkeiten

### Bauwerke
In East Machias wurden mehrere Bauwerke und eine historische Stätte unter Denkmalschutz gestellt und ins National Register of Historic Places aufgenommen.
- Fort Foster, 1973 unter der Register-Nr. 73000155.[9]
- East Machias Historic District, 1973 unter der Register-Nr. 73000153.[10]
- James R. Talbot House, 1983 unter der Register-Nr. 83000478.[11]

## Wirtschaft und Infrastruktur

### Verkehr
Der U.S. Highway 1 verläuft in westöstlicher Richtung durch die Town. Die Maine State Route 191 verläuft in nordsüdlicher Richtung.

### Öffentliche Einrichtungen
Es gibt keine medizinischen Einrichtungen in East Machias. Die nächstgelegenen befinden sich in Machias.
Die Florence Sturdivant Public Library befindet sich in der Main Street in East Machias.

### Bildung
East Machias gehört mit Cutler, Jonesboro, Machias, Machiasport, Marshfield, Northfield, Roque Bluffs, Wesley, Whiting und Whitneyville zum Schulbezirk AOS 96.
Im Schulbezirk werden folgende Schulen angeboten:
- Bay Ridge Elementary School in Cutler, mit Schulklassen von Kindergarten bis zum 8. Schuljahr
- Elm Street School in East Machias, mit Schulklassen von Pre-Kindergarten bis zum 8. Schuljahr
- Jonesboro Elementary School in Jonesboro, mit Schulklassen von Pre-Kindergarten bis zum 8. Schuljahr
- Rose M. Gaffney School in Machias, mit Schulklassen von Pre-Kindergarten bis zum 8. Schuljahr
- Fort O’Brien School in Machiasport, mit Schulklassen von Pre-Kindergarten bis zum 8. Schuljahr
- Wesley Elementary School in Wesley, mit Schulklassen von Kindergarten bis zum 8. Schuljahr
- Whiting Village School in Whiting, mit Schulklassen von Kindergarten bis zum 8. Schuljahr
- Machias Memorial High School in Machias, mit Schulklassen vom 9. bis zum 12. Schuljahr

Zudem befindet sich in East Machias die Washington Academy, eine private vorbereitende High School. Die Akademie wurde 1792 gegründet und hat Internats- und Tagesschüler.

## Persönlichkeiten

### Söhne und Töchter der Stadt
- Arlo Bates (1850–1918), Schriftsteller

### Persönlichkeiten, die vor Ort gewirkt haben
- Joshua A. Lowell (1801–1874), Politiker